# بدر المیمنی
بدر المیمنی (عربی: بدر مبارك صالح الميمني؛ زادهٔ ۱۶ ژوئیهٔ ۱۹۸۴) بازیکن فوتبال اهل عمان است.
از باشگاه‌هایی که در آن بازی کرده‌است می‌توان به باشگاه ورزشی السیلیه، باشگاه ورزشی الاهلی قطر و باشگاه فوتبال الاتفاق عربستان سعودی اشاره کرد.
وی همچنین در تیم ملی فوتبال عمان بازی کرده‌است.